# ميكا بارنيس
ميكا بارنيس (بالإنجليزية: Micah Barnes)‏ مواليد 30 مايو 1960 في فيينا، النمسا، هو مغني وكاتب غنائي ومغن مؤلف كندي بدأ مسيرته الفنية عام 1980.

## وصلات خارجية
- ميكا بارنيس على موقع IMDb (الإنجليزية)
- ميكا بارنيس على موقع ميوزك برينز (الإنجليزية)
- ميكا بارنيس على موقع قاعدة بيانات الفيلم (الإنجليزية)
- الموقع الإلكتروني